# Grand Prix Kanady 1973
Grand Prix Kanady 1973 (oficiálně XIII Labatt's Canadian Grand Prix) se jela na okruhu Canadian Tire Motorsport Park v Ontariu v Kanadě dne 23. září 1973. Závod byl čtrnáctým v pořadí v sezóně 1973 šampionátu Formule 1.

## Závod
| Poř.   | No. | Jezdec               | Konstruktér       | Počet kol | Čas/Odstoupení   | Pořadí na startu | Body |
| ------ | --- | -------------------- | ----------------- | --------- | ---------------- | ---------------- | ---- |
| 1      | 8   | Peter Revson         | McLaren-Ford      | 80        | 1:59:04.083      | 2                | 9    |
| 2      | 1   | Emerson Fittipaldi   | Lotus-Ford        | 80        | + 32.734         | 5                | 6    |
| 3      | 17  | Jackie Oliver        | Shadow-Ford       | 80        | + 34.505         | 14               | 4    |
| 4      | 20  | Jean-Pierre Beltoise | BRM               | 80        | + 36.514         | 16               | 3    |
| 5      | 5   | Jackie Stewart       | Tyrrell-Ford      | 79        | + 1 kolo         | 9                | 2    |
| 6      | 25  | Howden Ganley        | Iso-Marlboro-Ford | 79        | + 1 kolo         | 22               | 1    |
| 7      | 27  | James Hunt           | March-Ford        | 78        | + 2 kola         | 15               |      |
| 8      | 10  | Carlos Reutemann     | Brabham-Ford      | 78        | + 2 kola         | 4                |      |
| 9      | 23  | Mike Hailwood        | Surtees-Ford      | 78        | + 2 kola         | 12               |      |
| 10     | 29  | Chris Amon           | Tyrrell-Ford      | 77        | + 3 kola         | 11               |      |
| 11     | 11  | Wilson Fittipaldi    | Brabham-Ford      | 77        | + 3 kola         | 10               |      |
| 12     | 9   | Rolf Stommelen       | Brabham-Ford      | 76        | + 4 kola         | 18               |      |
| 13     | 7   | Denny Hulme          | McLaren-Ford      | 75        | + 5 kol          | 7                |      |
| 14     | 26  | Tim Schenken         | Iso-Marlboro-Ford | 75        | + 5 kol          | 24               |      |
| 15     | 4   | Arturo Merzario      | Ferrari           | 75        | + 5 kol          | 20               |      |
| 16     | 12  | Graham Hill          | Shadow-Ford       | 73        | + 7 kol          | 17               |      |
| 17     | 16  | George Follmer       | Shadow-Ford       | 73        | + 7 kol          | 13               |      |
| 18     | 24  | Carlos Pace          | Surtees-Ford      | 72        | + 8 kol          | 19               |      |
| NC     | 18  | Jean-Pierre Jarier   | March-Ford        | 71        | + 9 kol          | 23               |      |
| NC     | 28  | Rikky von Opel       | Ensign-Ford       | 68        | + 12 kol         | 26               |      |
| Ret    | 21  | Niki Lauda           | BRM               | 62        | Převodovka       | 8                |      |
| Ret    | 0   | Jody Scheckter       | McLaren-Ford      | 32        | Kolize           | 3                |      |
| Ret    | 6   | François Cevert      | Tyrrell-Ford      | 32        | Kolize           | 6                |      |
| Ret    | 15  | Mike Beuttler        | March-Ford        | 20        | Motor            | 21               |      |
| Ret    | 2   | Ronnie Peterson      | Lotus-Ford        | 16        | Zavěšení         | 1                |      |
| Ret    | 19  | Peter Gethin         | BRM               | 5         | Olejové čerpadlo | 25               |      |
| Zdroj: |     |                      |                   |           |                  |                  |      |

## Průběžné pořadí po závodě
Pohár jezdců
|        | Pořadí | Jezdec             | Body |
| ------ | ------ | ------------------ | ---- |
|        | 1      | Jackie Stewart     | 71   |
|        | 2      | Emerson Fittipaldi | 54   |
|        | 3      | François Cevert    | 47   |
|        | 4      | Ronnie Peterson    | 43   |
|        | 5      | Peter Revson       | 36   |
| Zdroj: |        |                    |      |

Pohár konstruktérů
|        | Pořadí | Konstruktér  | Body    |
| ------ | ------ | ------------ | ------- |
| 1      | 1      | Lotus-Ford   | 83 (87) |
| 1      | 2      | Tyrrell-Ford | 82 (86) |
|        | 3      | McLaren-Ford | 55      |
|        | 4      | Brabham-Ford | 18      |
|        | 5      | Ferrari      | 12      |
| Zdroj: |        |              |         |